# Karujärv
Het Karujärv (‘Berenmeer’) is een Estlands meer, gelegen op het eiland Saaremaa. Dat eiland ligt aan de noordkant van de Golf van Riga, een baai van de Oostzee.
Het meer ligt in het westelijk deel van Saaremaa, in de gelijknamige gemeente. De plaats Karujärve aan de noordkant is naar het meer genoemd. Rond het meer liggen ook Nõmpa, Kandla, Paiküla, Kuuse, Üru en Kuumi. De dichtstbijzijnde grotere plaats is Kärla.
In het meer liggen vijf eilandjes, Suursaar of Kandlesaar, Oinarahu, Väikesaar, Linderahu en Kivirahu. Volgens een legende was het Karujärv de plaats waar zeven beren elkaar bevochten. God maakte een eind aan het gevecht door het zwaar te laten regenen. De beren renden weg en uit het regenwater werd het meer gevormd.
Het Karujärv is een geliefde recreatieplas. Aan de oostkant ligt het kampeerterrein Karujärve kämping.

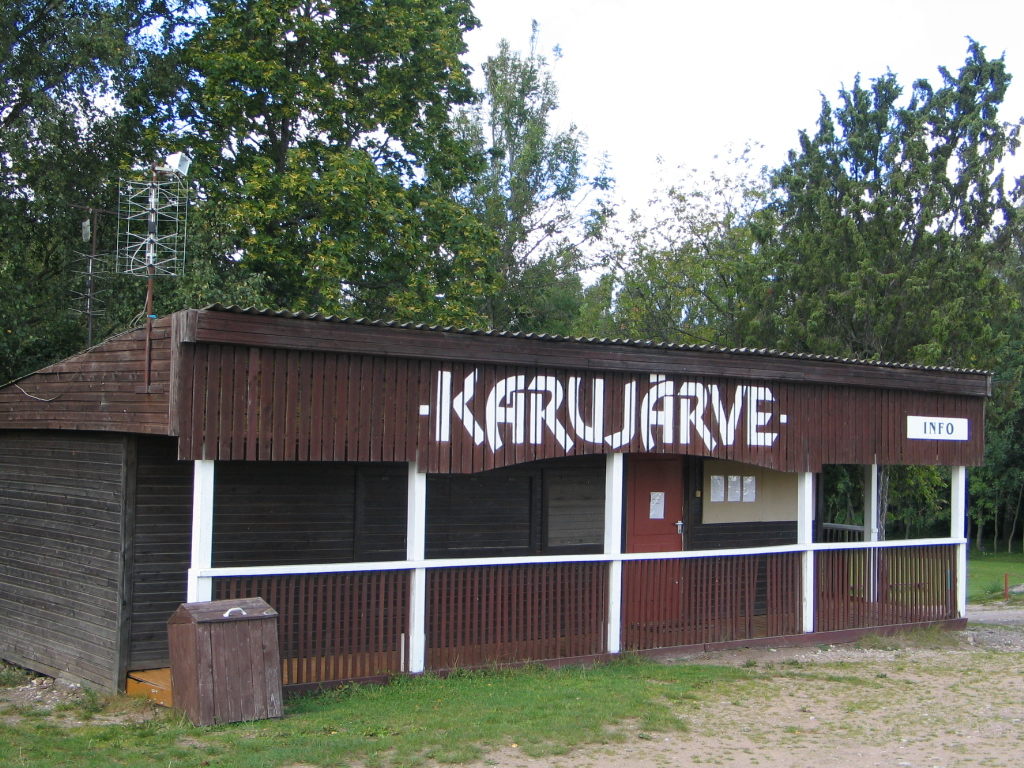
Receptie van het kampeerterrein